# مكسيكو بيتش
مكسيكو بيتش (بالإنجليزية: Mexico Beach)‏ هي مدينة أمريكية تقع في ولاية فلوريدا. تبلغ مساحة هذه المدينة 4.7 (كم²)،ويبلغ عدد سكانها 1072 نسمة حسب إحصاء سنة 2010 م 1072.تشير إحصاءات سنة 2000م بأن الكثافة السكانية في هذه المدينة تقدر بـ(auto) نسمة/كم2 